# Bardigiano
Bardigiano là một giống ngựa nhỏ của vùng Emilia Romagna của Ý. Nó lấy tên từ thị trấn Bardi, trong vùng Apennines, Parma, và chủ yếu liên quan đến khu vực xung quanh và Valle del Ceno. Môi trường núi và địa hình dốc, gồ ghề của khu vực đã góp phần tạo ra một giống ngựa mạnh mẽ, nhanh nhẹn và chắc chắn khi di chuyển trên mặt đất gồ ghề. Mặc dù một số ngựa đực và tất cả ngựa cái đếu có chiều cao dưới 14,2 tay (58 inch, 147 cm), Bardigiano luôn được coi là một con ngựa ở vùng bản địa quê nhà của nó. Cuốn sách lưu tên các cá thể của giống này được thành lập năm 1977, và được tổ chức bởi Associazione Provinciale Allevatori, hiệp hội các nhà lai tạo động vật khu vực, của Parma. Loài này được phân bố rộng rãi ở Ý, với các nhà lai tạo ở 26 tỉnh của Ý; một nghiên cứu gần đây đã kiểm tra 3556 mục cá thể sống của loài ngựa này. Do tổng số cá thể tương đối lớn, giống này không được coi là có nguy cơ bị tuyệt chủng, nhưng được xếp vào loại "dễ bị tổn thương".
Bardigiano được sử dụng cho các hoạt động từ làm nông nghiệp đến đua xe ngựa và cưỡi ngựa. Chúng cũng được sử dụng rộng rãi cho việc leo núi. Năm 1994, tiêu chuẩn giống này đã được sửa đổi với mục đích tăng tính phù hợp của Bardigiano như một con ngựa cưỡi trong khi vẫn giữ được tính cách của nó.

## Đặc điểm

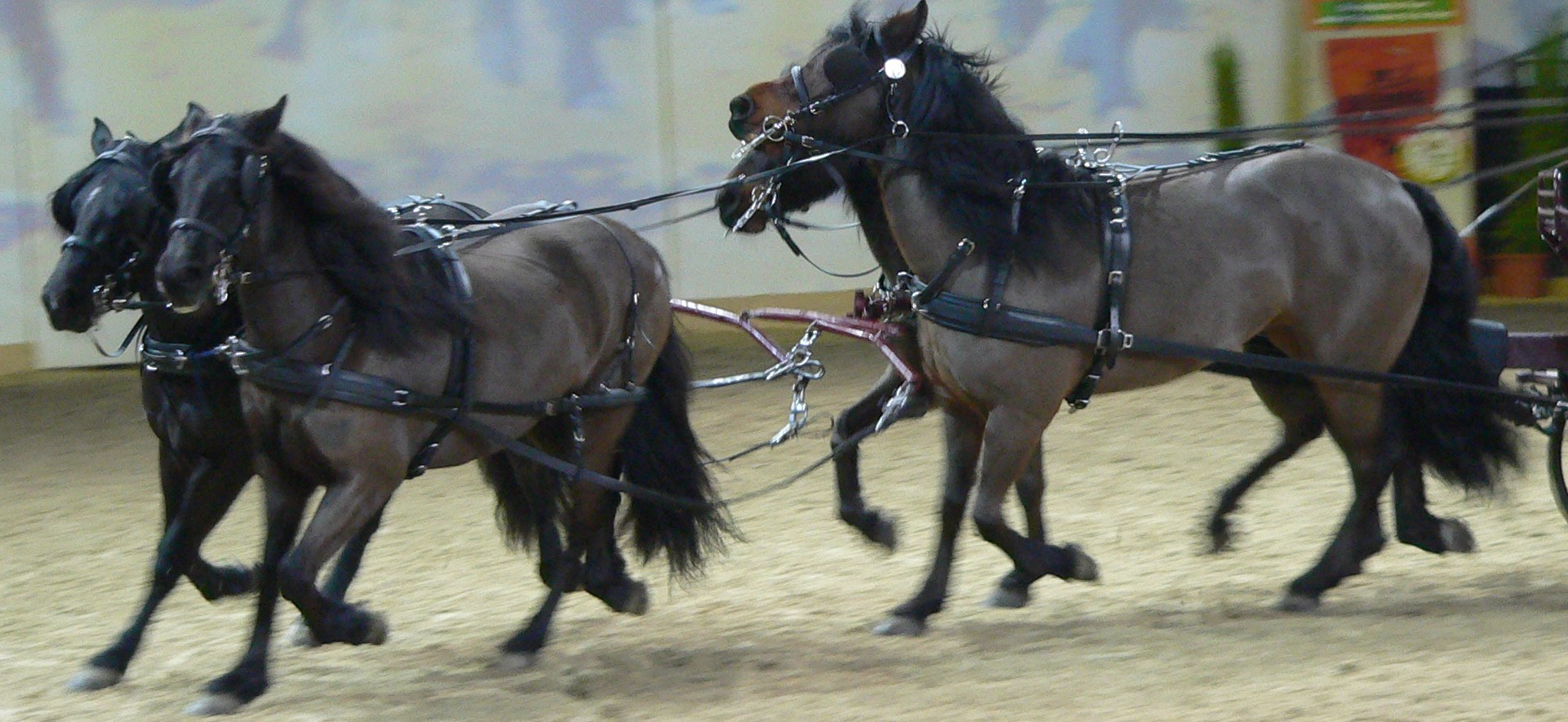
Ngựa non Bardigiano đang chạy và được đóng cương

Phạm vi chiều cao cho ngựa Bardigiano được cố định ở 140–149 cm đối với con đực và 135–147 cm đối với con cái; ngựa ngoài phạm vi này không được phép đăng ký. Màu lông duy nhất được công nhận là nâu sẫm, và tối ưu là nâu đen. Các màu hạt dẻ và nâu nhạt không được công nhận. Giới hạn các mảng rabicano và các mảng trắng trên chân và mặt được cho phép, nhưng các mảng màu trên mặt màu trắng với phần mở rộng ngang quá mức (thường được gọi là "mặt hói") thì không được công nhận. Đặc điểm vật lý của giống bao gồm một cái đầu nhỏ với một khung xương thẳng hoặc lõm, vai thấp, thẳng lưng, và tổng thể đầy cơ bắp.